# Ken Holland
Kenneth Mark Holland (* 10. November 1955 in Vernon, British Columbia) ist ein ehemaliger kanadischer Eishockeytorwart und derzeitiger -funktionär. Von 1997 bis 2019 war er als General Manager der Detroit Red Wings tätig und führte das Team in dieser Zeit zu drei Stanley-Cup-Siegen. In gleicher Funktion war er von Mai 2019 bis Sommer 2024 für dir Edmonton Oilers und ist seit Mai 2025 für die Los Angeles Kings aktiv. Im Jahr 2020 wurde er für seine Verdienste als Funktionär mit der Aufnahme in die Hockey Hall of Fame ausgezeichnet.

## Karriere als Spieler
Ken Holland spielt ab 1974 in der kanadischen Juniorenliga WCHL bei den Medicine Hat Tigers und wurde im NHL Amateur Draft 1975 von den Toronto Maple Leafs in der zwölften Runde an Position 188 ausgewählt. Nach einem weiteren Jahr in der WCHL wechselte er zu den Binghamton Dusters, dem Farmteam der Maple Leafs, in die North American Hockey League.
Nach einem Jahr wechselte das Team in die AHL und Holland blieb auch weiterhin bei dem Team, auch wenn er kaum eine Chance hatte in den NHL-Kader der Maple Leafs zu rücken. Diese aussichtslose Situation führte dazu, dass er 1979 innerhalb der AHL zu den Springfield Indians wechselte, wo er ein Jahr blieb.
1980 erhielt er einen NHL-Vertrag bei den Hartford Whalers, doch auch dort verbrachte er den größten Teil beim AHL-Farmteam, den Binghamton Whalers. Ein Mal durfte er in der Saison 1980/81 für Hartford in der NHL aufs Eis, kassierte aber sieben Gegentreffer, weshalb er nicht mehr in den NHL-Kader berufen wurde. Immerhin konnte er in der AHL hin und wieder glänzen und wurde 1982 ins Second All-Star Team gewählt.
1983 unterschrieb er einen Vertrag bei den Detroit Red Wings und auch dort wurde er erstmal ins Farmteam zu den Adirondack Red Wings geschickt. Doch immerhin drei Mal durfte er in der NHL spielen, konnte aber nicht überzeugen.
1985 beendete er schließlich seine Karriere.

## Karriere als General Manager
Holland erhielt kurz nach dem Ende seiner Spielerkarriere einen Job als Talentscout bei den Detroit Red Wings und war zuständig für den Westen von Kanada. Nach einigen Jahren wurde er zum Amateur Scout Director befördert und war somit wichtigster Mann bei den Red Wings, wenn es zum NHL Entry Draft kam. Unter seiner Leitung wurden junge Talente, wie Wjatscheslaw Koslow, Chris Osgood, Darren McCarty und Martin Lapointe gefördert.
1994 wurde Holland zum Assistenten des General Managers Jim Devellano ernannt. Nach drei Jahren auf dieser Position stieg er ganz nach oben auf und übernahm selbst den Posten als General Manager. Gleich in seinem ersten Jahr konnten die Red Wings den Stanley Cup gewinnen und Holland machte sich langsam einen Namen als einer der Top-Manager der Liga.
Großen Respekt und Anerkennung erntete er im März 1999, als er in den verbleibenden 24 Stunden vor der Schließung des Transfermarktes Chris Chelios, Ulf Samuelsson, Wendel Clark und Bill Ranford verpflichten konnte. Die Red Wings schieden zwar relativ früh in den Playoffs aus, doch Holland hatte sich damit endgültig in der NHL etabliert.
Holland brachte sein Verhandlungsgeschick im Sommer 2001 erneut ein und landete innerhalb weniger Monate vier sensationelle Verpflichtungen von NHL-Veteranen. Im Mai verpflichtete er Fredrik Olausson, am 1. Juli schickte er Slava Kozlov zusammen mit einem Erstrunden-Draftpick zu den Buffalo Sabres und erhielt dafür Star-Torhüter Dominik Hašek. Am nächsten Tag konnte er die Verpflichtung von Luc Robitaille bekannt geben und im August holte er mit Brett Hull einen der besten Stürmer der neunziger Jahre ins Team. Diese Entscheidungen sollten sofort von Erfolg gekrönt sein und die Red Wings gewannen den Stanley Cup 2002.
Nach dem Abgang von Goalie Dominik Hašek im Sommer 2002 zögerte Holland nicht lange und verpflichtete mit Curtis Joseph erneut einen Star-Torhüter. Außerdem konnte er die Oldies Igor Larionow und Chris Chelios dazu bringen einen neuen Vertrag zu unterschreiben.
Nach dem Ausfall der Saison 2004/05 standen schwierige Entscheidungen für die Red Wings und speziell für Ken Holland an. Durch die Einführung einer Gehaltsobergrenze musste das Team, das aus vielen hochklassigen, aber auch hoch bezahlten Spielern bestand, einige Spieler loswerden. Derian Hatcher, Ray Whitney und Darren McCarty bekamen ihre Verträge ausbezahlt, die teuren Torhüter Curtis Joseph und Dominik Hašek, der mittlerweile nach Detroit zurückgekehrt war, erhielten keine neuen Verträge. Stattdessen hatte man sich mit Manny Legace, der schon längere Zeit als Ersatztorhüter im Team war und Chris Osgood, den man nach vier Jahren zurück nach Detroit geholt hatte, für eine weitaus günstigere Variante entschieden. Trotz der Abgänge und dank der geschickten Umbauarbeiten im Team durch Ken Holland konnten die Red Wings eine sehr erfolgreiche Saison spielen und belegten den ersten Platz in der Liga nach der Regulären Saison.
Im Sommer 2006 sorgte Holland für eine Überraschung, als er den 41-jährigen Dominik Hašek als Stammtorhüter zurück ins Team holte. Hašek war in den Jahren zuvor besonders wegen seiner Verletzungen aufgefallen, weshalb Holland für die Verpflichtung des Tschechen Kritik erntete. Doch Hašek blieb von Verletzungen verschont und war 2006/07 einer der besten Torhüter der Liga. Holland hatte Hašek nur ein Gehalt von 600.000 Dollar zuzüglich Erfolgsprämien gegeben, wodurch er schließlich ein gutes Geschäft gemacht hatte und nur ein geringes Risiko eingegangen war.
In der Saison 2007/08 gewannen die Detroit Red Wings den dritten Stanley Cup mit Holland als General Manager. Wenige Wochen nach dem Triumph konnte er zudem einen weiteren Erfolg auf dem Spielermarkt verbuchen, als er Marián Hossa verpflichten konnte, der einen Einjahresvertrag über 7,4 Millionen Dollar unterschrieb, obwohl ihm lukrativere und langfristigere Angebote vorgelegen haben.
Ken Holland ist bekannt für seinen Sinn eine Mannschaft umzubauen, aber trotzdem immer einen Mannschaftskern zu erhalten. So konnte er über lange Zeit Veteranen, wie Brendan Shanahan, Nicklas Lidström oder Steve Yzerman im Team halten, die als Mentoren für junge Spieler, wie Henrik Zetterberg, Niklas Kronwall und Pawel Dazjuk dienten. So blieb die Mannschaft zum einen konkurrenzfähig, zum anderen konnten sich die jungen Spieler im Schatten der Stars entwickeln. Weitere Eigenschaften, die ihn zu einem der besten Manager der NHL gemacht haben, sind sein schnelles Handeln, wenn es um Verpflichtungen geht und seine aggressiven Verhandlungsstrategien, die oft von Erfolg gekrönt sind.
Im April 2019 übergab Holland das Amt des General Managers nach über 20 Jahren an seinen früheren Spieler Steve Yzerman, während er selbst die Position des Senior Vice President bei den Red Wings übernahm. Von dort wurde er allerdings nur wenige Wochen später von den Edmonton Oilers verpflichtet, bei denen er abermals die Rolle des General Managers übernahm und die Nachfolge von Peter Chiarelli bzw. der Interimslösung Keith Gretzky antrat.
Holland leitete die Geschickte der Oilers in der Folge für fünf Jahre, in denen das Team in den Playoffs 2024 das Endspiel um den Stanley Cup erreichte, dort allerdings an den Florida Panthers scheiterte. Im folgenden Sommer 2024 wurde sein auslaufender Vertrag nicht verlängert und Stan Bowman als seine Nachfolge installiert.
Nach einem Hiatus von einem Jahr wurde Holland im Mai 2025 als neuer General Manager der Los Angeles Kings vorgestellt, wo er die Nachfolge von Rob Blake antrat.

## Privates
Ken Holland hat mit seiner Frau vier gemeinsame Kinder.

## Erfolge und Auszeichnungen

### Als Spieler
- 1982 AHL Second All-Star Team

### Als General Manager
- 1997 Stanley-Cup-Gewinn mit den Detroit Red Wings (als Assistenz-General Manager)
- 1998 Stanley-Cup-Gewinn mit den Detroit Red Wings
- 2002 Stanley-Cup-Gewinn mit den Detroit Red Wings
- 2005 Silbermedaille bei der Weltmeisterschaft (als Assistenz-General Manager)
- 2008 Stanley-Cup-Gewinn mit den Detroit Red Wings
- 2013 Calder-Cup-Gewinn mit den Grand Rapids Griffins
- 2020 Aufnahme in die Hockey Hall of Fame (als Funktionär)